# Wenjing Mifu Lun
Das Wenjing Mifu Lun (chinesisch 文镜秘府论, Pinyin Wénjìng Mìfǔ lùn) auch bekannt unter dem japanischen Namen Bunkyō Hifuron (japanisch 文鏡秘府論 ぶんきょうひふろん, wörtlich: "Diskussionen über den literarischen Spiegel des Palastarchivs") ist ein literaturtheoretisches Werk, das in der frühen Heian-Zeit in Japan zusammengestellt wurde. Es behandelt die Theorien zum Verfassen von Poesie und Literatur, die in der Zeit der Sechs Dynastien bis zur Tang-Dynastie in China entwickelt wurden. Der Mönch Kūkai, der in der mittleren Tang-Zeit in Chang’an studierte, soll das Werk nach seiner Rückkehr nach Japan während der Kōnin-Jahre (810–823) zusammengestellt haben. Es besteht aus insgesamt sechs Bänden.

## Inhalt und Einfluss
Das Werk behandelt die Theorie und Praxis der chinesischen Poesie und Prosa der Tang-Dynastie, indem es eine Vielzahl von literarischen Techniken und ästhetischen Prinzipien untersucht. Es wird oft als eine bedeutende Quelle für das Verständnis der klassischen chinesischen Literatur angesehen und hat in Japan und China einen tiefgreifenden Einfluss auf die chinesische Literaturkritik ausgeübt.
Die in „Wenjing Mifu Lun“ zitierten Werke umfassen viele Texte, die nicht nur in China und Japan heute nicht mehr auffindbar sind. Daher ist das Werk auch aus dokumentarischer Sicht von unschätzbarem Wert. 

## Aufbau
Der sechsbändige Aufbau ist in Himmel, Erde, Osten, Süden, Westen und Norden unterteilt. Die Inhalte der sechs Bände, wenn man der Reihenfolge „Himmel, Erde, Osten, Süden, Westen, Norden“ folgt, sind wie folgt: Der Band „Himmel“ erklärt die Prinzipien der Tonhöhenänderungen und die Töne des alten Chinesisch. Der Band „Erde“ beschreibt die Formen der Poesie und die Themen, die sie behandeln sollte. Der Band „Osten“ erläutert die Arten und die Verwendung von Parallelismen. Der Band „Süden“ beschreibt die ideale Form der Prosa und die Haltung, die man beim Schreiben einnehmen sollte. Der Band „Westen“ diskutiert Fehler, die in der Rhythmik vermieden werden sollten. Der Band „Norden“ fasst die Regeln zusammen, die bei der Verwendung von Parallelismen beachtet werden müssen.
Kūkai beschreibt in der allgemeinen Einleitung im Band „Himmel“ seine Absicht: „配巻軸於六合、懸不朽於兩曜、名曰秘府論。“ („Die Achsen der Bände sind auf die sechs Richtungen verteilt, unvergänglich aufgehängt an den beiden Lichtern, und es wird Hifuron genannt.“) Es gibt jedoch zwei verschiedene Theorien, wie die sechs Bände angeordnet werden sollten. Sicher ist, dass „Himmel“ und „Erde“ am Anfang stehen, aber ob die folgenden Bände in der Reihenfolge Osten, Süden, Westen und Norden oder Osten, Westen, Süden und Norden angeordnet werden sollten, ist umstritten.

## Zitierte Werke
Die in „Wenjing Mifu Lun“ zitierten Werke umfassen viele Texte, die nicht nur in China und Japan heute nicht mehr auffindbar sind. Daher ist das Werk auch aus dokumentarischer Sicht von unschätzbarem Wert. Im Folgenden sind die zitierten Werke in jedem Band aufgelistet:
- Band „Himmel“: Wang Changlings „Shige“ (《诗歌》), Yuán Jīngs „Shīzhuīnǎo“ (《诗篆脑》), Liú Shànjīngs „Sìshēng Zhǐguī“ (《四声指归》).
- Band „Erde“: Wang Changlings „Shige“ (《诗歌》), Jiǎorán „Shìyì“ (《释义》), Cui Rongs „Tang Chao Xinding Shige“ (《唐朝新定诗歌》), Shangguān Yí „Bǐzhá Huáliáng“ (《比喻华梁》), „Wénbǐ Shì“ (《文笔释》, Autor unbekannt).
- Band „Osten“: „Wénbǐ Shì“ (《文笔释》), Shangguān Yí „Bǐzhá Huáliáng“ (《比喻华梁》).
- Band „Süden“: Wang Changlings „Shige“ (《诗歌》), Jiǎoráns „Shìyì“ (《释义》), Yín Fán „Héyuè Yīnglíng Jí“ (《河岳英灵集》), Yuán Jīngs „Gǔjīn Shīrén Xiùjù“ (《古今诗人秀句》), Lù Jī „Wénfù“ (《文赋》).
- Band „Westen“: „Wénbǐ Shì“ (《文笔释》), Liú Shànjīngs „Sìshēng Zhǐguī“ (《四声指归》).
- Band „Norden“: Dù Zhènglún „Wénbǐ Yàojué“ (《文笔要诀》).

## Kritik
Obwohl Kūkais subjektive Auswahl der Texte und Autoren bei Kritikern eine Rolle spielte, sind alle zitierten Texte Werke chinesischer Literaten, die Kūkai nicht regidiert hat. Kūkai selbst hat nur die Vorworte in jedem Band geschrieben und fungierte eher als Herausgeber.
Der Forscher Jin'ichi Konishi, der nach dem Krieg bedeutende Arbeiten zur Erforschung des „Wenjing Mifu Lun“ leistete, bevorzugte die zweite Theorie. Er stützt sich auf die allgemeine Einleitung, die besagt: „総有一十五種類...“ („Insgesamt gibt es fünfzehn Kategorien...“). Bei genauer Betrachtung dieser Reihenfolge ergibt sich „Stimmveränderungen bis Vier Stimmen“ (im Band „Himmel“), „Siebzehn Arten bis Sechs Ziele“ (im Band „Erde“), „Neunundzwanzig Arten von Paaren“ (im Band „Osten“), „Dreißig Fehler in der Prosa, Zehn Fehler in der Prosa“ (im Band „Westen“), „Über die Bedeutung von Prosa“ (im Band „Süden“) und „Über Paarungen“ (im Band „Norden“), was darauf hindeutet, dass Kūkai selbst die Reihenfolge „Himmel, Erde, Osten, Westen, Süden, Norden“ bevorzugte.
Hiroshi Kōzen hingegen argumentiert, dass es eine Korrespondenz zwischen den Bänden „Osten und Westen“ sowie „Norden und Süden“ gibt, insbesondere weil in den Bänden „Osten“ und „Westen“ jeweils eine kleine Einleitung vorangestellt ist. Zudem gibt es einen klaren Unterschied in der Herangehensweise: Während Kūkai in den Bänden „Osten“ und „Westen“ die Theorien anderer Autoren nach eigenem Ermessen auswählt, werden in den Bänden „Norden“ und „Süden“ häufig Texte ohne Veränderungen zitiert. Kōzen sieht darin eine mandalaartige Struktur, bei der „Himmel“ und „Erde“ im Zentrum stehen, umgeben von „Osten“, „Süden“, „Westen“ und „Norden“ im Uhrzeigersinn.

## Bumbitsuganshinshō
Ein weiteres Werk Kūkais, „Bumbitsuganshinshō“, besteht aus einem einzigen Band. Es kann als komprimierte Version des „Wenjing Mifu Lun“ betrachtet werden, in der die wesentlichen Punkte zusammengefasst und auf etwa ein Drittel des Umfangs reduziert wurden. Dieses Werk wurde nach der Veröffentlichung des „Wenjing Mifu Lun“ verfasst und soll im Mai des elften Jahres der Kōnin-Zeit (820), als Kūkai 47 Jahre alt war, fertiggestellt worden sein. Der Inhalt ist in folgende Abschnitte unterteilt: „Stimmton“, „Zwölf Arten von Tonhöhen“, „Acht Arten von Reimen“, „Sechs Bedeutungen“, „Siebzehn Arten von Tendenzen“, „Vierzehn Arten von Beispielen“, „Siebenundzwanzig Arten von Formen“, „Acht Stufen“, „Sechs Ziele“, „Neunundzwanzig Arten von Paaren“, „Sieben Arten von Beispielen für Worte und Sätze“, „Achtundzwanzig Fehler in der Prosa“, „Zehn Fehler in der Prosa“, „Zwei Arten von Schreibstilen“, „Sechs Formen der Prosa“, „Sechs Fehler in der Prosa“, „Vier Methoden der Anordnung“ und „Vier Fehler in der Anordnung“, „Anfang des Satzes“.
Bei der Kürzung von „Wenjing Mifu Lun“ hat Kūkai viele Beispiele und Kommentare anderer chinesischer Autoren gestrichen. Dies reduzierte den dokumentarischen Wert des Werks, was jedoch angesichts seines Charakters als „komprimierte Version“ unvermeidlich war. Es sei darauf hingewiesen,

### Drucke
- Jin'ichi Konishi, Herausgeber, „Bunkyō Hifuron Kōbunhen“ (Kōdansha, 1952)
- Shin'ichi Konishi, umfasste in dieser Edition alle existierenden Manuskripte, einschließlich alter handschriftlicher Kopien aus der Heian-Zeit. Aufgrund des geringen Angebots und der Veröffentlichung kurz nach dem Krieg ist das Buch heute schwer erhältlich.
- Shinnosuke Hayashida, Herausgeber, „Bunkyō Hifuron“ (Kōbō Daishi Zenshū Vol. 6, Herausgegeben vom Kōyasan-Forschungsinstitut für Mikrokultur, 1997), Ausgabe nach strengen dokumentarischen Untersuchungen.

### Kommentare und Übersetzungen
- Hiroshi Kōzen, Übersetzung und Kommentar „Kōbō Daishi Kūkai Zenshū Vol. 5: Shibunhen“ (Chikuma Shobō, 1986, Neuauflage 2001):ISBN 4480770054 – Diese Ausgabe basiert auf dem alten Manuskript im Besitz des Kaiserlichen Haushaltsamtes.